# زنابق الحقل (فلم)
زنابق الحقل (بالإنجليزية: Lilies of the Field) هو فيلم دراما تم إنتاجه في الولايات المتحدة وصدر في سنة 1963.

## بطولة
- سيدني بواتييه

### ترشيحات وجوائز
| السنة | الحدث | الفئة            | النتيجة  |
| ----- | ----- | ---------------- | -------- |
|       |       | أوسكار أحسن ممثل | فـــــوز |

## الميزانية والإيرادات
بلغت تكلفة إنتاج الفيلم حوالي 240,000 دولار بينما حقق أرباحا تقدر بـ 3 ملايين دولار .

## وصلات خارجية
- زنابق الحقل على موقع IMDb (الإنجليزية)
- زنابق الحقل على موقع ميتاكريتيك (الإنجليزية)
- زنابق الحقل على موقع الموسوعة البريطانية (الإنجليزية)
- زنابق الحقل على موقع روتن توميتوز (الإنجليزية)
- زنابق الحقل على موقع نتفليكس (الإنجليزية)
- زنابق الحقل على موقع ألو سيني (الفرنسية)
- زنابق الحقل على موقع Turner Classic Movies (الإنجليزية)
- زنابق الحقل على موقع أول موفي (الإنجليزية)
- زنابق الحقل على موقع فيلمافينيتي (الإسبانية)
- زنابق الحقل على موقع قاعدة بيانات الأفلام السويدية (السويدية)

1. ↑  وصلة مرجع: http://www.imdb.com/title/tt0057251/. الوصول: 1 يوليو 2016.
2. ↑  وصلة مرجع: http://www.adorocinema.com/filmes/filme-42111/. الوصول: 1 يوليو 2016.
3. ↑  وصلة مرجع: http://www.interfilmes.com/filme_18899_uma.voz.nas.sombras.html. الوصول: 1 يوليو 2016.